# Heinrich von Plötzke
Heinrich von Plötzke (auch Heinrich von Plötzkau; † 1320) war ein Ordensritter des Deutschen Ordens. Er war von 1307 bis 1309 der letzte Landmeister von Preußen, 1309–1312 Großkomtur und danach bis zu seinem Tode Ordensmarschall.

## Ordenslaufbahn
Heinrich, gebürtig aus einer Ministerialenfamilie der askanischen Herzöge von Anhalt, welche ihren Sitz auf Schloss Plötzkau hatte, trat in den Orden ein und ist 1286 als Komtur in Altenburg (Thüringen) und 1287 als Komtur in Halle (Saale) beurkundet. Danach wurde er in den Deutschordensstaat nach Preußen befohlen, wo er im Jahre 1304 die wichtige Kommende Balga übernahm. Ab 1307 war er Landmeister von Preußen, mit Sitz in Elbing.

## Besitznahme von Danzig und Pommerellen
Im August–November 1308 befehligte Landmeister Heinrich von Plötzke das Aufgebot des Ordens, das die Stadt Danzig im Verein mit Truppen des polnischen Herzogs und späteren Königs Władysław I. Ellenlang belagerte und diese, nachdem die polnischen Truppen im Streit über die vom Orden für seine Hilfeleistung geforderten 10.000 Mark Silber abgezogen waren, am 13. November erstürmte. Heinrich hielt die Stadt besetzt, und da Władysław die versprochene Entschädigung nicht bezahlte, verleibte der Orden die Stadt seinem Besitz ein (siehe: Übernahme von Danzig durch den Deutschen Orden). Im Jahre 1309 eroberte Heinrich von Plötzke nach dreimonatiger Belagerung auch die Stadt Tczew (Dirschau), Hauptort des Herzogtums Pommerellen. Die Einwohner wurden vertrieben, und die Stadt blieb bis 1364 unbewohnt. Um den Besitz von Pommerellen und Danzig rechtlich abzusichern, kaufte der Orden am 13. September 1309 im Vertrag von Soldin dem Markgrafen Waldemar von Brandenburg alle seine Ansprüche (Besitztitel) an Pommerellen für 10.000 Mark Silber ab. Danzig und Pommerellen blieben danach bis 1466 Teil des Deutschordensstaats.

## Schlacht bei Wopławki

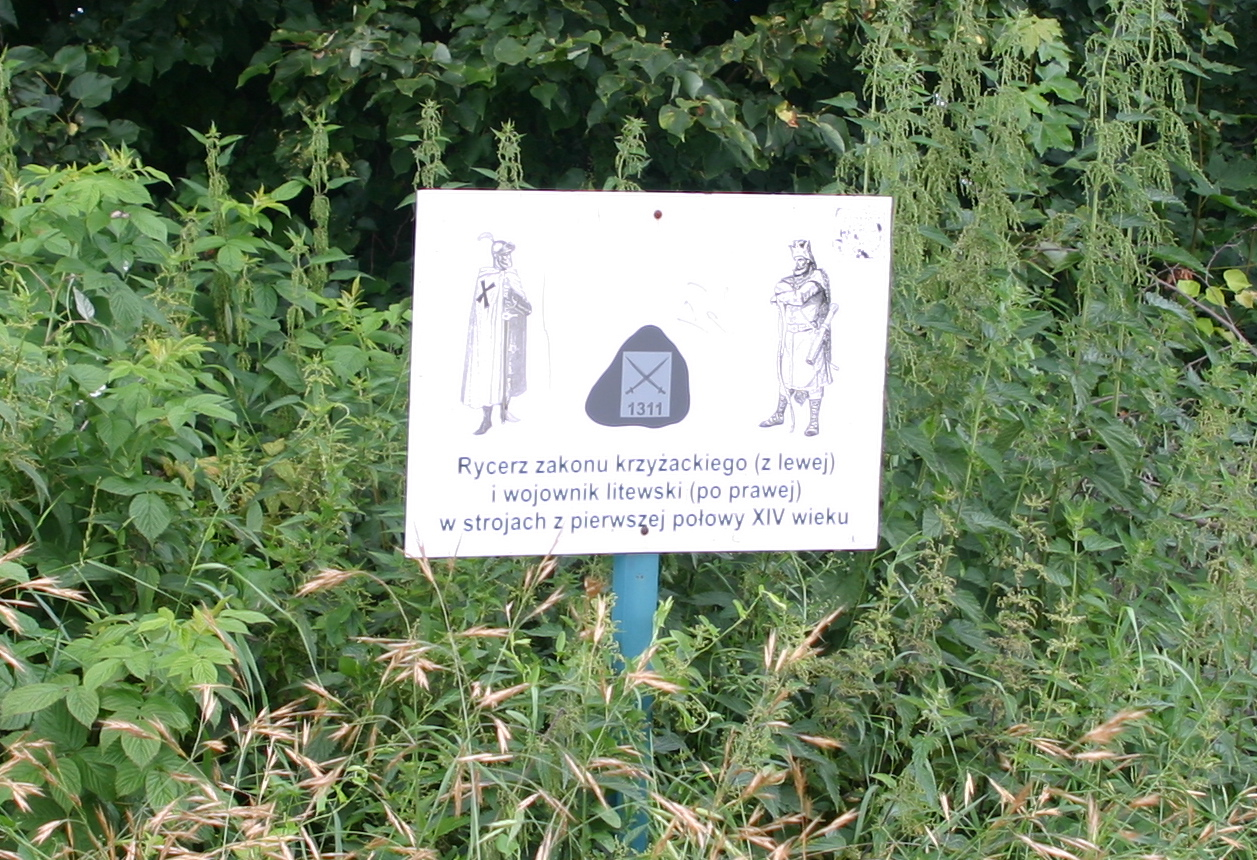
Schild zum Gedenkstein für die Schlacht von 1311

Im Jahre 1311 fiel der Litauische Großfürst Vytenis mit 4000 Reitern zu einem Verwüstungsfeldzug von Natangen in das Ermland bis in die Gegend von Braunsberg und Barten ein. Dabei sollen seine Leute 1400 Frauen gefangen und weggeführt haben. Es gelang Heinrich von Plötzke, die Litauer bei Wopławki (dt.: Woplauken) zu stellen und zu besiegen. Die Litauer verloren an die 3000 Tote, Vytenis selbst konnte aber trotz schwerer Verwundungen entkommen. Die Geiseln und Beute der Litauer fielen in die Hand der Ordensleute. Nördlich von Wopławki befindet sich in einem kleinen Wäldchen inmitten eines Feldes ein Gedenkstein an diese Schlacht.

## Tod
Heinrich von Plötzke fiel bei einem Heerzug nach Litauen im Jahre 1320 mit 29 weiteren Ordensrittern.